# Бекарино (Арецо)
Бекарино је насеље у Италији у округу Арецо, региону Тоскана.
Према процени из 2011. у насељу је живело 18 становника. Насеље се налази на надморској висини од 374 м.